# Brevicera heterogama
Brevicera heterogama är en tvåvingeart som först beskrevs av Hudson 1913.  Brevicera heterogama ingår i släktet Brevicera och familjen storharkrankar. Inga underarter finns listade i Catalogue of Life.